# ピアノ三重奏曲第10番 (ベートーヴェン)
ピアノ三重奏曲第10番（Beethoven: Piano Trio No. 10）はルートヴィヒ・ヴァン・ベートーヴェン作曲の変ホ長調、作品44で、変奏曲形式の作品。
ピアノ三重奏曲第10番 変ホ長調 作品44
- 作曲家:ルートヴィヒ・ヴァン・ベートーヴェン
- 調性:変ホ長調
- 作品番号:作品44
- 形式:ピアノ三重奏曲 (ピアノ、ヴァイオリン、チェロ)
- 特徴:変奏曲形式で、主題と15の変奏で構成されています。
- その他:ベートーヴェンのピアノ三重奏曲の中では、比較的演奏機会の少ない作品です。

ピアノ三重奏曲という室内楽曲のジャンルにおいて、重要な位置を占めている。